# Kristi Myst
Kristi Myst (Solvang, 25 dicembre 1973) è un'ex attrice pornografica statunitense.

## Biografia
Myst lavorava come assistente presso uno studio dentistico di Los Angeles quando decise di entrare nel settore dell'intrattenimento per adulti. Ha fatto una copertina per la rivista Hustler e layout per le riviste High Society e New Rave prima di fare il salto in film per adulti nel 1995.
I suoi film più conosciuti includono la serie Buffy Down Under del 1996, parodie horror di Buffy l'ammazzavampiri. Questa serie, prodotta da David Haines, è stata la più venduta in Australia dei film per adulti di tutti i tempi.
Myst nel 2001 ha vinto l'AVN Award for Best Anal Sex Scene (video) per una scena di Gang bang con urofagia nel film in "In the Days of Whore" (Extreme Associates). Sul set è rimasta fortemente impressionata e ha pensato di abbandonare le riprese. "E' stata la scena forse più dura e più intensa che abbia mai girato.".... " è come se ogni cosa scandalosa che ho fatto in tutta la mia carriera fosse concentrata in una scena. Ci sono stati momenti durante le riprese quando ho seriamente considerato di ritirarmi".
Nel gennaio 2001, sapendo di attendere un figlio, si è ritirata dal mondo dell'intrattenimento per adulti. In un'intervista del 2005 si è descritta come "una mamma a tempo pieno" e una fan dei fumetti degli X-Men.

## Riconoscimenti
AVN Awards
- 2001 -  AVN Award for Best Anal Sex Scene (video) per In the Days of Whore[6]

XRCO Awards
- 2001 - Best Group Sex Scene In the Days of Whore[7]